# Liste der Baudenkmale in Otterndorf
In der Liste der Baudenkmale in Otterndorf sind alle Baudenkmale der niedersächsischen Gemeinde Otterndorf im Landkreis Cuxhaven aufgelistet. Die Quelle der Baudenkmale ist der Denkmalatlas Niedersachsen. Der Stand der Liste ist der 25. Dezember 2023.

## Allgemein
In den Spalten befinden sich folgende Informationen:
- Lage: die Adresse des Baudenkmales und die geographischen Koordinaten. Kartenansicht, um Koordinaten zu setzen. In der Kartenansicht sind Baudenkmale ohne Koordinaten mit einem roten Marker dargestellt und können in der Karte gesetzt werden. Baudenkmale ohne Bild sind mit einem blauen Marker gekennzeichnet, Baudenkmale mit Bild mit einem grünen Marker.
- Bezeichnung: Bezeichnung des Baudenkmales
- Beschreibung: die Beschreibung des Baudenkmales. Unter § 3 Abs. 2 NDSchG werden Einzeldenkmale und unter § 3 Abs. 3 NDSchG Gruppen baulicher Anlagen und deren Bestandteile ausgewiesen.
- ID: die Objekt-ID des Baudenkmales
- Bild: ein Bild des Baudenkmales, ggf. zusätzlich mit einem Link zu weiteren Fotos des Baudenkmals im Medienarchiv Wikimedia Commons. Wenn man auf das Kamerasymbol klickt, können Fotos zu Baudenkmalen aus dieser Liste hochgeladen werden:

## Otterndorf

### Gruppe: Schlossbezirk Otterndorf
Die Gruppe hat die ID 31253604. Amtshaus und Gefängnis mit Nebengebäude auf dem ehemaligen Schlossgelände, als ältester Bestandteil ein Torhaus von 1641 (i) erhalten.

| Lage                                             | Bezeichnung      | Beschreibung | ID       | Bild           |
| ------------------------------------------------ | ---------------- | --- | -------- | -------------- |
| Am Großen Specken 6 53° 48′ 32″ N, 8° 53′ 53″ O  | Amtshaus         | Freistehender zweigeschossiger Backsteinbau unter ziegelgedecktem Walmdach. Symmetrischer Fassadenaufbau, elf Achsen lang, in Mittelachse jeweils Eingang über Freitreppe. Eckquaderungen und Fenstereinfassungen in Sandstein ausgeführt. Rechteckige Öffnungen, von Entlastungsbögen überfangen. Erbaut 1773 anstelle Fachwerk-Vorgängerbaus, heute Amtsgericht.                                 | 31346022 | Weitere Bilder |
| Am Großen Specken 8 53° 48′ 33″ N, 8° 53′ 52″ O  | Torhaus          | Zweigeschossiger Backsteinbau von 1641 (i) als Torhaus des ehemaligen herzoglichen Hofes | 31346045 |                |
| Am Großen Specken 8 53° 48′ 33″ N, 8° 53′ 52″ O  | Grabstein        | | 31345945 | BW             |
| Am Großen Specken 10 53° 48′ 35″ N, 8° 53′ 51″ O | Gefängnisgebäude | Dreigeschossiger Backsteinbau unter ziegelgedecktem Satteldach, traufständig zur Straße Am Großen Specken. Schlichte Fassaden, mehrfach gestuftes Traufgesims sowie schlichte Ortgangbegleitung in Backstein. Erbaut 1885 (i) als Gefängnisgebäude. | 31346066 |                |
| Am Großen Specken 10 53° 48′ 35″ N, 8° 53′ 51″ O | Nebengebäude     | Kleiner Backsteinbau unter pfannengedecktem Satteldach, giebelständig zur Straße Am Großen Specken. Um 1885 gemeinsam mit dem Gefängnis entstanden, diente das Gebäude als Stall und Werkstatt. Zur Anlage gehört auch die Gefängnismauer aus Backstein, die Nebengebäude und Gefängnisbau verbindet, sodass ein Gefängnishof entsteht. Gebäude nach Einsturz des Vorgängers 2006 wiedererrichtet. | 39554422 | BW             |

### Gruppe: Schöpfwerk- und Schleusenanlage Otterndorf
Die Gruppe hat die ID 31253823. Die Schöpfwerk- und Schleusenanlage Otterndorf besteht aus zwei Schöpfwerken von 1929 und 1955, mehreren Schleusen- und Wasserbecken sowie den zugehörigen Schleusenanlagen und Sieltoren im Bereich der Medem.

| Lage                                       | Bezeichnung                | Beschreibung | ID       | Bild |
| ------------------------------------------ | -------------------------- | --- | -------- | ---- |
| Deichstraße 53° 49′ 25″ N, 8° 53′ 34″ O    | Wasserbecken Medemschleuse | Wasserbecken vor Schleuse an Medemmündung. Bau von 1861–64, Schleusentor 1993/94 durch Neubau ersetzt. | 31347947 |      |
| Deichstraße 53° 49′ 26″ N, 8° 53′ 41″ O    | Wasserbecken               | Zur Schöpfanlage gehörendes Wasserbecken, nördlich der Sieltore. | 31347989 |      |
| Deichstraße 53° 49′ 26″ N, 8° 53′ 41″ O    | Wasserbecken               | Zwischen Schöpfanlage und dem Deich gelegenes Wasserbecken als Teil der Schleusenanlage. | 31347966 |      |
| Deichstraße 9 53° 49′ 24″ N, 8° 53′ 38″ O  | Schöpfwerk I               | Eingeschossiger schlichter Backsteinbau unter ziegelgedecktem Walmdach; mit Backsteinschmuck in Form von Lisenenbändern und Fensterrahmungen; zahlreiche rechteckige Fensteröffnungen. Errichtet 1928 (i), am 17.10.1929 eröffnet. | 31347922 |      |
| Deichstraße 9a 53° 49′ 23″ N, 8° 53′ 37″ O | Schöpfwerk II              | Zweigeschossiger Backsteinbau unter ziegelgedecktem Walmdach. EG mit großen Fensteröffnungen. Erbaut als Ergänzungs-Schöpfwerk für Otterndorf 1953–55 (lt. Inschrift 1955).                                                        | 31348059 |      |

### Gruppe: Große Dammstraße
Die Gruppe hat die ID 31253700. Die giebelständige Bebauung der Großen Dammstraße bildet vom Kirchhof kommend nach Osten einen Straßenraum aus, die Straße selbst ist mit Kopfsteinpflaster überkommen.

| Lage                                           | Bezeichnung | Beschreibung                                                                              | ID       | Bild |
| ---------------------------------------------- | ----------- | ----------------------------------------------------------------------------------------- | -------- | ---- |
| Große Dammstraße 28 53° 48′ 24″ N, 8° 54′ 6″ O | Wohnhaus    | Fachwerkbau mit Backsteinausfachung von um 1830                                           | 31346691 | BW   |
| Große Dammstraße 30 53° 48′ 24″ N, 8° 54′ 6″ O | Wohnhaus    | Fachwerkbau mit Backsteinausfachung mit Ulucht. vom Ende 18. Jh.                          | 31346710 | BW   |
| Große Dammstraße 30 53° 48′ 24″ N, 8° 54′ 6″ O | Speicher    | Kleines Fachwerkgebäude von um 1800                                                       | 31348210 | BW   |
| Große Dammstraße 32 53° 48′ 24″ N, 8° 54′ 7″ O | Wohnhaus    | Backsteinbau aus der zweiten Hälfte des 19. Jh.                                           | 31346729 | BW   |
| Große Dammstraße 34 53° 48′ 24″ N, 8° 54′ 7″ O | Wohnhaus    | Backsteinbau aus der zweiten Hälfte des 19. Jh.                                           | 31346748 | BW   |
| Große Dammstraße 38 53° 48′ 24″ N, 8° 54′ 8″ O | Wohnhaus    | Fachwerkbau vom Ende des 18. Jh. mit einseitiger Auslucht, Wände tw. in Backstein ersetzt | 31346767 | BW   |
| Große Dammstraße 40 53° 48′ 25″ N, 8° 54′ 9″ O | Wohnhaus    | Fachwerkbau mit Mansarddach von um 1800, Fassaden größtenteils in Backstein ersetzt       | 31346787 | BW   |
| Große Dammstraße 42 53° 48′ 25″ N, 8° 54′ 9″ O | Wohnhaus    | Backsteinbau aus der zweiten Hälfte des 19. Jh.                                           | 31346806 | BW   |

### Gruppe: Landeshäuser Straße
Die Gruppe hat die ID 31253782. Die giebelständige Bebauung der Landeshäuser Straße bildet vom Rathaus kommend nach Westen einen Straßenraum aus, die Straße selbst ist mit Kopfsteinpflaster überkommen.

| Lage                                              | Bezeichnung        | Beschreibung | ID       | Bild |
| ------------------------------------------------- | ------------------ | --- | -------- | ---- |
| Landeshäuser Straße 10 53° 48′ 29″ N, 8° 54′ 2″ O | Wohnhaus           | Zweigeschossiger Fachwerkbau von 1697, Straßenfassade 1928 massiv in Backstein umgestaltet                                       | 31347325 |      |
| Landeshäuser Straße 12 53° 48′ 29″ N, 8° 54′ 1″ O | Verwaltungsgebäude | Zweigeschossiger Fachwerkbau von 1786 als Landeshaus und Versammlungsort der Hadler Stände, Straßenfassade von 1901 in Backstein | 31347344 |      |

### Gruppe: Marktsiedlung Otterndorf mit Rathausplatz
Die Gruppe hat die ID 31253627. Die Marktsiedlung Otterndorf entstand im dritten Viertel des 16. Jahrhunderts als Stadterweiterung nach Osten entlang der Markstraße. Sie zeichnet sich durch relativ gleichmäßig große Parzellen aus. Der ehemalige Marktplatz wird heute von der Reichen- und Marktstraße durchschnitten, die anliegenden Häuser bilden ihn in seiner Form jedoch noch aus: Rathaus im Nordwesten, Marktstraße 1 im Nordosten, Kranichhaus und Marktstraße 2 im Süden sowie Reichenstraße 2 im Westen. Der Baubestand geht ins 16. Jahrhundert zurück.

| Lage                                       | Bezeichnung | Beschreibung | ID       | Bild           |
| ------------------------------------------ | ----------- | --- | -------- | -------------- |
| Marktstraße 1 53° 48′ 29″ N, 8° 54′ 6″ O   | Wohnhaus    | Zweigeschossiger Fachwerkbau vom 17. Jahrhundert mit Satteldach und zweifacher Vorkragung des Nordgiebels sowie eingeschossiger unterkellerter Fachwerkanbau vom 18. Jh. mit Mansarddach, südliche Fassade massiv ersetzt | 31347379 |                |
| Marktstraße 2 53° 48′ 28″ N, 8° 54′ 5″ O   | Kaufhaus    | Zweigeschossiger Backsteinbau von 1754 mit Mansarddach, erbaut als Kaufhaus, südlicher Bereich 1976 abgebrochen, Volutengiebel in Sandstein rekonstruiert, aktuell Archivgebäude | 31347398 | BW             |
| Marktstraße 7 53° 48′ 29″ N, 8° 54′ 8″ O   | Wohnhaus    | Backsteinbau mit aus der zweiten Hälfte 19. Jh. als Nachfolgebau eines älteren Fachwerkhauses, dessen Rest an östlicher Traufseite erhalten ist | 31347418 | BW             |
| Marktstraße 9 53° 48′ 28″ N, 8° 54′ 9″ O   | Wohnhaus    | Zweigeschossiger Fachwerkbau von um 1800 mit Krüppelwalm- und Satteldach (hinten) | 31347458 | BW             |
| Marktstraße 11 53° 48′ 29″ N, 8° 54′ 9″ O  | Wohnhaus    | Zweigeschossiger Fachwerkbau aus der zweiten Hälfte 17. Jh, straßenseitige Fassade massiv erneuert für einen Laden | 31347477 | BW             |
| Marktstraße 12 53° 48′ 28″ N, 8° 54′ 8″ O  | Wohnhaus    | Fachwerkbau mit Backsteinausfachung von um 1780, Wände tw. massiv in Backstein erneuert | 31347496 |                |
| Marktstraße 13 53° 48′ 28″ N, 8° 54′ 10″ O | Wohnhaus    | Zweigeschossiger Fachwerkbau von um 1800 mit Krüppelwalm- und Satteldach, Straßenfassade um 1900 und Gartenseite im EG und OG in Backstein erneuert. | 31347515 | BW             |
| Marktstraße 14 53° 48′ 28″ N, 8° 54′ 9″ O  | Wohnhaus    | Fachwerkbau von 1782 mit hohem Mansarddach, Giebel holzverschalt | 31347534 |                |
| Rathausplatz 1 53° 48′ 29″ N, 8° 54′ 5″ O  | Rathaus     | Giebelständig zum ehemaligen Marktplatz und traufständig zum Rathausplatz stehender Backsteinbau von 1583 auf hohem Kellergeschoss, 1685 entstand der nördliche niedrigere Fachwerkanbau, Haupteingangstür von 1715 mit Wappen von den zwei abgebrochenen Stadttoren, Freitreppe von 1929, Innen die große Halle mit die Malerei an Deckenbalken von 1670, im Anbau Malerei des 17. Jh. | 31347666 | Weitere Bilder |
| Reichenstraße 2 53° 48′ 28″ N, 8° 54′ 4″ O | Wohnhaus    | Fachwerkhaus von um 1640, im 18. und 19. Jahrhundert überformt, im Giebeldreieck regionaltypisch verbrettert, heute Wohn- und Geschäftshaus (Teekontor) sowie Kunstgalerie (Wirich-Haus) | 31347726 |                |
| Reichenstraße 3 53° 48′ 28″ N, 8° 54′ 4″ O | Kranichhaus | Zweigeschossiger Fachwerkbau von 1696 mit Mansarddach, Anbau Seitenflügel und Speicher als Hinterhaus von 1735, Backsteingiebel von 1764 mit und Sandsteinschmuck im Giebel, und aufgesetzte Kranich, heute Museum des alten Landes Hadeln | 31347745 | Weitere Bilder |
| Sackstraße 1 53° 48′ 29″ N, 8° 54′ 10″ O   | Wohnhaus    | Zur Markstraße giebelständiger, zur Sackstraße traufständiger Fachwerkbau vom Ende des 18. Jh. mit Mansarddach und Fachwerkdachhaus.t, Südfassade massiv ersetzt | 31347766 | BW             |

### Gruppe: Friedhofanlage Wesermünder Str.
Die Gruppe hat die ID 31253833.

| Lage                                           | Bezeichnung | Beschreibung | ID       | Bild |
| ---------------------------------------------- | ----------- | ------------ | -------- | ---- |
| Wesermünder Straße 53° 48′ 20″ N, 8° 53′ 35″ O | Friedhof    |              | 31346596 | BW   |

### Gruppe: Cuxhavener Straße
Die Gruppe hat die ID 31253668. Die Bauten nördlich der Cuxhavener Straße stammen aus der Zeit zwischen 1891 und 1907. Es handelt sich um die ehemalige Post, eine Schule, mehrere Wohnbauten und ein Sparkassengebäude, die als Stadterweiterung im Zuge der Eröffnung der Niederelbebahn 1881 entstanden.

| Lage                                             | Bezeichnung         | Beschreibung | ID       | Bild |
| ------------------------------------------------ | ------------------- | --- | -------- | ---- |
| Bahnhofstraße 2 53° 48′ 26″ N, 8° 53′ 44″ O      | Postgebäude         | Zweigeschossiger Backsteinbau von 1891                                                                                    | 31346310 |      |
| Cuxhavener Straße 8 53° 48′ 28″ N, 8° 53′ 48″ O  | Doppelhaushälfte    | Östliche Doppelhaushälfte, zweigeschossiger Massivbau von 1900                                                            | 31346347 |      |
| Cuxhavener Straße 10 53° 48′ 28″ N, 8° 53′ 47″ O | Doppelhaushälfte    | Westliche Doppelhaushälfte, zweigeschossiger Massivbau unter schiefergedecktem Satteldachvon 1900                         | 31346366 |      |
| Cuxhavener Straße 12 53° 48′ 28″ N, 8° 53′ 46″ O | Wohnhaus            | Massivbau mit Drempel und Seitenrisalit von 1900                                                                          | 31346385 |      |
| Cuxhavener Straße 14 53° 48′ 28″ N, 8° 53′ 46″ O | Villa               | Zweigeschossiger Massivbau von 1900 mit symmetrischer Straßenfassade                                                      | 31346404 |      |
| Cuxhavener Straße 14 53° 48′ 28″ N, 8° 53′ 46″ O | Remise              | Massivbau von 1900 mit Drempel                                                                                            | 31346425 | BW   |
| Cuxhavener Straße 16 53° 48′ 29″ N, 8° 53′ 43″ O | Schulgebäude        | Zweigeschossiger Backsteinbau von 1892 als Königliche Realschule. Jüngere Erweiterungsbauten nach Norden, Osten und Süden | 31346444 |      |
| Cuxhavener Straße 16 53° 48′ 27″ N, 8° 53′ 41″ O | Turnhalle           | Backsteinbau unter flachem Walmdach von 1892.                                                                             | 31346463 | BW   |
| Cuxhavener Straße 18 53° 48′ 27″ N, 8° 53′ 40″ O | Bank (Geldinstitut) | Zweigeschossiger Massivbau von 1906/07                                                                                    | 31346482 |      |

### Gruppe: Wurtsiedlung Otterndorf
Die Gruppe hat die ID 31253658. Die ehemalige Wurtsiedlung Otterndorf liegt um die Kirche herum an den Straßen Johann-Heinrich-Voß-Straße und Himmelreich. Ihre Bauten sind in der Regel giebelständig zur Straße und damit größtenteils zum ehemaligen Kirchhof ausgerichtet. Zur Wurtsiedlung gehören die alte Lateinschule und das ehemalige Pfarrhaus von St. Severin. Der charakteristische, von den umstehenden Bauten gebildete Straßenraum mit Straßenpflasterung ist ein wesentlicher Bestandteil.

| Lage                                                      | Bezeichnung          | Beschreibung | ID       | Bild           |
| --------------------------------------------------------- | -------------------- | --- | -------- | -------------- |
| Cuxhavener Straße 1 53° 48′ 28″ N, 8° 53′ 53″ O           | Wohn-/ Geschäftshaus | Backsteinbau, mit zur Cuxhavener Straße zweigeschossigen Teil im Osten und dreigeschossigen Teil im Westen. Erbaut spätes 19. Jh. Nachträglich aufgestockt     | 31346328 |                |
| Himmelreich 2 53° 48′ 26″ N, 8° 53′ 58″ O                 | Alte Lateinschule    | Dreiflügeliger Fachwerkbau von 1614, ursprünglich zweigeschossig, OG vorkragend, 1828 Nordflügel um zweites Geschoss aufgestockt                               | 31346938 | Weitere Bilder |
| Himmelreich 4 53° 48′ 25″ N, 8° 53′ 57″ O                 | Pfarrhaus            | Fachwerkbau von 1796 (i) | 31346959 |                |
| Himmelreich 8 53° 48′ 25″ N, 8° 53′ 56″ O                 | Wohnhaus             | Zweigeschossiger Bau vom ersten Drittel des 18. Jh.; EG in Backstein, OG in Fachwerk, Giebel vorkragend                                                        | 31346997 | Weitere Bilder |
| Himmelreich 15 53° 48′ 25″ N, 8° 53′ 59″ O                | Wohnhaus             | Zweigeschossiger Backsteinbau von 1898 mit Seitenrisalit | 31347034 | BW             |
| Himmelreich 25 53° 48′ 24″ N, 8° 53′ 57″ O                | Wohnhaus             | Fachwerkbau von um 1800, Außenwände um 1900 massiv erneuert | 31347070 | BW             |
| Himmelreich 27 53° 48′ 24″ N, 8° 53′ 57″ O                | Wohnhaus             | Fachwerkbau von 1727; Giebel zweifach vorkragend | 31347089 | BW             |
| Himmelreich 29 53° 48′ 25″ N, 8° 53′ 56″ O                | Scheune              | Fachwerkbau vom 17. Jh., Giebel zweifach vorkragend | 31347108 |                |
| Johann-Heinrich-Voß-Straße 2 53° 48′ 28″ N, 8° 53′ 54″ O  | Wohnhaus             | Zweigeschossiger Backsteinbau von wohl der ersten Hälfte des 17. Jh. mit späterer barocker Schaufassade,                                                       | 31347147 | BW             |
| Johann-Heinrich-Voß-Straße 8 53° 48′ 27″ N, 8° 53′ 54″ O  | Wohnhaus             | Fachwerkbau vom erstesn Drittel des 18. Jh. als Rektorhaus, Giebel zweifach vorkragend, zwei Ausluchten, vom Dichter Johann Heinrich Voß bewohnt, heute Museum | 31347168 |                |
| Johann-Heinrich-Voß-Straße 10 53° 48′ 27″ N, 8° 53′ 54″ O | Wohnhaus             | Zweigeschossiger Fachwerkbau vom späten 17. Jh., Giebel vorkragend, Fachwerkschmuck, zwei Ausluchten, drei Ladeluken und ein Kranerker                         | 31347189 |                |
| Johann-Heinrich-Voß-Straße 12 53° 48′ 26″ N, 8° 53′ 54″ O | Wohnhaus             | Backsteinbau aus der zweiten Hälft des 19. Jh. | 31347210 |                |
| Johann-Heinrich-Voß-Straße 14 53° 48′ 26″ N, 8° 53′ 55″ O | Wohnhaus             | Backsteinbau aus der zweiten Hälfte des 19. Jh. | 31347229 | BW             |

### Gruppe: Wohnhäuser Am Schlossgraben
Die Gruppe hat die ID 31253637. Reihe aus drei giebelständigen eingeschossigen Backsteinbauten mit Drempel unter Satteldach. Fassaden mit Backsteinziersetzungen in Form von Tropfen- und Zahnschnittfries und Deutschem Band. Erbaut Ende des 19. Jahrhunderts.

| Lage                                           | Bezeichnung | Beschreibung                               | ID       | Bild |
| ---------------------------------------------- | ----------- | ------------------------------------------ | -------- | ---- |
| Am Schloßgraben 12 53° 48′ 32″ N, 8° 53′ 58″ O | Wohnhaus    | Backsteinbau vom Ende des 19. Jahrhunderts | 31346215 | BW   |
| Am Schloßgraben 14 53° 48′ 32″ N, 8° 53′ 58″ O | Wohnhaus    | Backsteinbau vom Ende des 19. Jahrhunderts | 31346234 |      |
| Am Schloßgraben 16 53° 48′ 32″ N, 8° 53′ 57″ O | Wohnhaus    | Backsteinbau vom Ende des 19. Jahrhunderts | 31346253 | BW   |

### Gruppe: Sophienweg 8
Die Gruppe hat die ID 31253678. Hofanlage mit einem großen Wohn-/Wirtschaftsgebäude des 18. Jahrhunderts, einem Nebengebäude von etwa 1910, einem Garten mit altem Baumbestand und einem im Osten der Parzelle überkommenen Wassergraben.

| Lage                                     | Bezeichnung               | Beschreibung | ID       | Bild |
| ---------------------------------------- | ------------------------- | --- | -------- | ---- |
| Sophienweg 8 53° 48′ 35″ N, 8° 53′ 18″ O | Wohn-/ Wirtschaftsgebäude | Fachwerkbau von 1777, Wirtschaftsteil mit Satteldach, Wohnteil zweigeschossig und breiter a mit Walmdach.                                | 31346501 | BW   |
| Sophienweg 8 53° 48′ 35″ N, 8° 53′ 17″ O | Nebengebäude              | Massivbau, verputzt, unter ziegelgedecktem Mansarddach. Erbaut um 1910 als Nebengebäude mit Esssaal an der Nordwestecke des Haupthauses. | 31345708 | BW   |
| Sophienweg 8 53° 48′ 34″ N, 8° 53′ 16″ O | Garten                    | | 31345725 | BW   |
| Sophienweg 8 53° 48′ 33″ N, 8° 53′ 19″ O | Graben                    | Graben an der östlichen Parzellengrenze.                                                                                                 | 31345741 | BW   |

### Gruppe: Norderwall mit Lindenallee und Graben
Die Gruppe hat die ID 31253813. Der Norderwall mit seiner zweireihigen Lindenallee und dem vorgelagerten Wassergraben begrenzt die Altstadt von Otterndorf in gerader Ost-West-Linie nach Norden. Er ist als Teil der Stadtbefestigung 1615–16 erbaut worden. Mitte des 18. Jahrhunderts wurde er entfestigt und als Promenade angelegt und mit Linden bepflanzt.

| Lage                                  | Bezeichnung                | Beschreibung | ID       | Bild |
| ------------------------------------- | -------------------------- | --- | -------- | ---- |
| Norderwall 53° 48′ 31″ N, 8° 54′ 9″ O | Norderwall mit Lindenallee | Zweireihige Lindenallee begrenzt die Altstadt in gerader Ost-West-Linie nach Norden. Als Teil der Stadtbefestigung 1615–16 erbaut. Mitte 18. Jh. als Promenade angelegt und mit Linden bepflanzt. | 31347628 | BW   |
| Norderwall 53° 48′ 31″ N, 8° 54′ 9″ O | Wassergraben               | Wassergraben der ehemaligen Wallanlage, Norderwall nördlich begleitend. Angelegt 1615/16 als fortifikatorische Maßnahme.                                                                          | 31347647 |      |

## Einzelbaudenkmale
| Lage                                                | Bezeichnung               | Beschreibung | ID       | Bild           |
| --------------------------------------------------- | ------------------------- | --- | -------- | -------------- |
| Am Kirchplatz 53° 48′ 27″ N, 8° 53′ 57″ O           | St. Severi                | Fünfachsiger Saalbau, im Kern von um 1300, Leicht eingezogenem, gerader Hallenchor vom spätes 15. Jh., 1739/40 Wände in Backstein verblendet, Fenster rundbogig erneuert, Westturm von 1804–07 mit Pyramidenhelm von 1876. Innen: Brettertonne und dreijochigen Kreuzgewölb über dem Chor, Gewölbe über dem Eingang zum Chor. Ausstattung: zum Teil mittelalterlich, u.a. Bronzetaufbecken Mitte 14. Jh., Glocke 1450, breiter Schrank um 1500, größtenteils Ausstattung des 17. (Nordempore im Chor, 1615–16, Kniebänke 1616, Nordempore im Schiff 1642, Westempore um 1660, Pastorenstuhl im Chor, 1661 als Prieche, Altarretabel 1664, Orgelgehäuse Ende 17. Jh.), 18. Jh. (Kastengestühl zwischen 1707 und 1788, Hoher Stuhl 1731, OG der Westempore Mitte 18. Jh.). | 31346085 | Weitere Bilder |
| Am Kirchplatz 53° 48′ 27″ N, 8° 53′ 55″ O           | Gefallenendenkmal         | Steinskulptur eines knienden Soldaten mit Helm, in Tücher gewickelt. Platziert nördlich des Kirchturms. An diesem Metallkreuz sowie die Metallziffern 1914/1918 und 1939/1945. Errichtet als Gefallenendenkmal für Otterndorf wohl nach 1945. | 31346122 |                |
| Am Kirchplatz 6 53° 48′ 29″ N, 8° 53′ 58″ O         | Wohnhaus                  | Zweigeschossiges Fachwerkhaus von 1756 mit anschließendem 1-gesch. Hofflügel, straßenseitige Fassade um 1910 massiv erneuert | 31346140 |                |
| Beufleth 2 53° 49′ 22″ N, 8° 55′ 17″ O              | Wohn-/ Wirtschaftsgebäude | Backsteinbau in Art eines Vierständer-Hallenhauses von 1875 | 31345852 | BW             |
| Cuxhavener Landstraße 16 53° 48′ 4″ N, 8° 51′ 41″ O | Grabstein                 | | 31348156 | BW             |
| Eschstraße 5 53° 48′ 23″ N, 8° 53′ 55″ O            | Wohnhaus                  | Zweigeschossiger Fachwerkbau von 1733, nördlicher Straßengiebel um 1950 massiv erneuert, seitlicher eingeschossiger Anbau in Fachwerk | 31346539 | BW             |
| Eschstraße 6 53° 48′ 24″ N, 8° 53′ 54″ O            | Speicher                  | zweigeschossiger Backsteinbau von 1894 | 31346560 | BW             |
| Eschstraße 14 53° 48′ 23″ N, 8° 53′ 54″ O           | Wohnhaus                  | Fachwerkbau von um 1790, mit Auslucht, Giebel auf geschweiften Knaggen vorkragend, traufständiger späterer Anbau | 31346578 |                |
| Große Ortstraße 34 53° 48′ 34″ N, 8° 53′ 45″ O      | Wohnhaus                  | Zweigeschossiger Backsteinbau von 1894 (i) | 31346881 | BW             |
| Große Ortstraße 50 53° 48′ 37″ N, 8° 53′ 41″ O      | Wohnhaus                  | Fachwerkbau von um 1750 und um 1800 erweitert nach Nordosten als Fachwerkbau mit pfannengedecktem Mansarddach | 31346901 | BW             |
| Marktstraße 21 53° 48′ 28″ N, 8° 54′ 12″ O          | Kaufhaus                  | Zweigeschossiger Bau von 1792 aus Backstein (Hofseite) und Fachwerk mit Backsteinausfachung, mit Mansarddach, heute als Rathaus genutzt | 31347553 |                |
| Marktstraße 28 53° 48′ 26″ N, 8° 54′ 12″ O          | Wohn-/ Wirtschaftsgebäude | Weit zurückliegende Zweiständerbau in Fachwerk im Kern von 1606 (i), Außenwände größtenteils massiv ersetzt | 31347571 | BW             |
| Müggendorfer Straße 2 53° 48′ 49″ N, 8° 53′ 18″ O   | Wohnhaus                  | Zweigeschossiger Massivbau von 1840 als repräsentatives Wohnhaus/Villa | 31347589 | BW             |
| Norderwall 53° 48′ 30″ N, 8° 54′ 15″ O              | Gartenhaus                | Freistehender kleiner verputzter Massivbau mit Zwerchhaus von Anfang des 20. Jh. | 31347607 |                |
| Müggendorfer Straße 43 53° 48′ 58″ N, 8° 52′ 7″ O   | Wohn-/ Wirtschaftsgebäude | Fachwerkbau vom Anfang des 19. Jh., Wirtschaftsgiebel teilweise massiv ersetzt | 31345927 | BW             |
| Prof. Carl-Langhein-Weg 53° 49′ 27″ N, 8° 53′ 59″ O | Hadelner Kanalschleuse    | Die Hadelner Schleuse wurde 1853 erbaut. Nach Umbau von 1957 verblieb das originale Durchfahrtsgewölbe unter dem Deich, im Schlussstein datiert. Hölzerne Sieltore rekonstruiert. | 31348033 |                |
| Sackstraße 17 53° 48′ 31″ N, 8° 54′ 11″ O           | Wohnhaus                  | Fachwerkbau vom Ende des 18. Jh. | 31347824 | BW             |
| Schleuse 1 53° 49′ 22″ N, 8° 53′ 43″ O              | Gasthaus                  | Fachwerkbau vom 18. Jh. mit reetgedeckten Satteldächern; um 1850 mit nördlichem Fachwerkanbau im Winkel, | 31348082 |                |
| Schleuse 8 53° 49′ 22″ N, 8° 53′ 45″ O              | Wohnhaus                  | Backsteinbau, in den Giebeldreiecken in Fachwerk, aus der ersten Hälfte des 19. Jh. | 31348100 | BW             |
| Schleuse 12 53° 49′ 24″ N, 8° 53′ 45″ O             | Wohnhaus                  | Fachwerkhaus aus der ersten Hälfte des 19. Jh. | 31348118 |                |
| Schleusenstraße 9 53° 48′ 30″ N, 8° 54′ 0″ O        | Wohnhaus                  | Fachwerkbau vom Ende des 17. Jh. Im 18. Jh. Verschiebung des Giebels nach außen, weitere Überformungen im 19. Jahrhundert | 31347861 | BW             |
| Schleusenstraße 147 53° 49′ 17″ N, 8° 53′ 40″ O     | Wohnhaus                  | Haus Hochkamp, Backsteinbau mit Mittelrisalit, erbaut 1912 für den Maler Carl Langhein durch Architekten Richard Alberts | 31348137 |                |
| Schleusenstraße 147 53° 49′ 17″ N, 8° 53′ 43″ O     | Allee                     | Auf den Eingang des Wohnhauses zuführende Allee. | 31345673 | BW             |
| Stader Straße 24 53° 48′ 29″ N, 8° 54′ 31″ O        | Armenhaus                 | Backsteinbau von 1802 mit Mittelrisalit, finanziert durch die Ayecke-Stiftung | 31345891 |                |
| Süderwall 53° 48′ 22″ N, 8° 53′ 58″ O               | Gartenhaus                | Massivbau von um 1800 mit flachem ziegelgedecktem Walmdach. Symmetrisch gestaltete Putzfassaden | 31346616 |                |
| Süderwall 53° 48′ 23″ N, 8° 54′ 5″ O                | Süderwall mit Lindenallee | Zweireihige Lindenallee, Mitte 18. Jh. angelegt und bepflanzt | 31347879 |                |
| Wallstraße 10 53° 48′ 31″ N, 8° 54′ 5″ O            | Wohnhaus                  | Fachwerkhaus. Im Kern (Innengerüst und rückwärtiger Giebel) von 1563, Straßengiebel 1644 erneuert | 31347687 | BW             |
| Wesermünder Straße 6 53° 48′ 16″ N, 8° 53′ 41″ O    | Wohnhaus                  | Zweigeschossiger Backsteinbau mit Zeltdach von 1931 | 31347898 | BW             |